# سيندي بيردسونغ
سيندي بيردسونغ (بالإنجليزية: Cindy Birdsong)‏ هي ممرضة ومغنية أمريكية، ولدت في 15 ديسمبر 1939 في ماونت هولي ‏ في الولايات المتحدة.

## وصلات خارجية
- سيندي بيردسونغ على موقع IMDb (الإنجليزية)
- سيندي بيردسونغ على موقع الموسوعة البريطانية (الإنجليزية)
- سيندي بيردسونغ على موقع ميوزك برينز (الإنجليزية)
- سيندي بيردسونغ على موقع أول ميوزيك (الإنجليزية)
- سيندي بيردسونغ على موقع ديسكوغز (الإنجليزية)
- سيندي بيردسونغ على موقع قاعدة بيانات الفيلم (الإنجليزية)